# Charlotte Durif

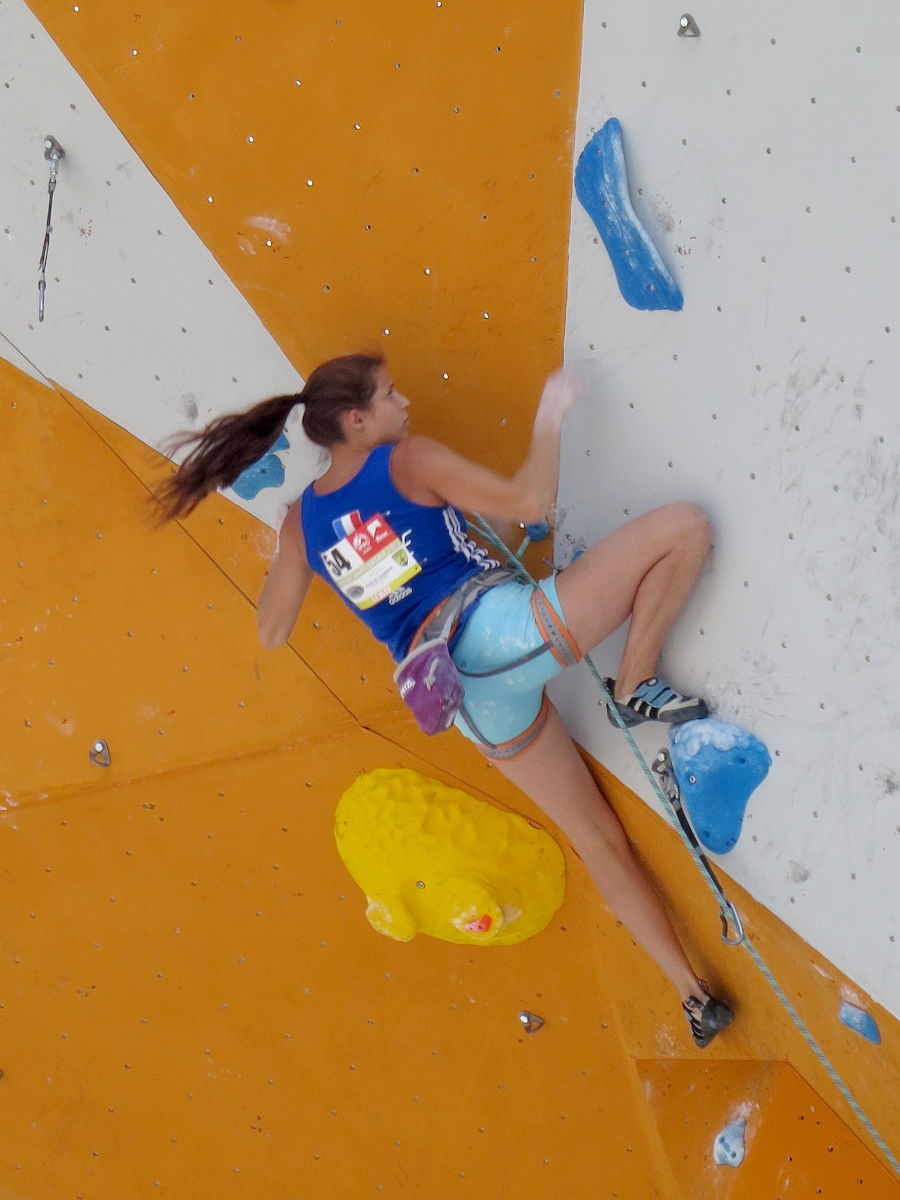
ME 2013 (Chamonix). Charlotte Durif na ścianie wspinaczkowej w prowadzeniu.

Charlotte Durif (ur. 18 sierpnia 1990 w Belley w departamencie Ain) – francuska wspinaczka sportowa. Specjalizowała się w prowadzeniu oraz we wspinaczce łącznej. Mistrzyni świata we wspinaczce sportowej w konkurencji wspinaczki łącznej z 2014 roku. Mistrzyni Europy we wspinaczce sportowej w konkurencji prowadzenie z 2006 roku.

## Kariera
W 2014 na mistrzostwach świata we wspinaczce sportowej w Gijón w konkurencji wspinaczki łącznej zdobyła złoty medal, a na kolejnych mistrzostwach w 2016 w Paryżu wywalczyła brązowy medal.
W 2006 na mistrzostwach Europy we wspinaczce sportowej w rosyjskim Jekaterynburgu zdobyła złoty medal w konkurencji prowadzenie. Na mistrzostwach w 2015 we francuskim Chamonix-Mont-Blanc wywalczyła brązowy medal w konkurencji wspinaczki łącznej.
Wielokrotna uczestniczka, medalistka prestiżowych zawodów wspinaczkowych Rock Master  we włoskim Arco, gdzie w 2006 roku zdobyła brązowy medal.

## Osiągnięcia

### Mistrzostwa świata
| Konkurencje       | 2007 | 2009 | 2011 | 2012 | 2014 | 2016  |
| Bouldering        | —    | —    | —    | —    | 18   | 33-35 |
| Prowadzenie       | 10   | 22   | 15   | 5    | 8    | 13    |
| Wsp. na czas      | —    | —    | —    | —    | 22   | 26    |
| Wspinaczka łączna | —    | —    | —    | —    | 1    | 3     |

### Mistrzostwa Europy
| Konkurencje       | 2006 | 2008 | 2010 | 2013 | 2015 |
| Bouldering        | —    | —    | —    | —    | 8    |
| Prowadzenie       | 1    | 6    | 7    | 5    | 12   |
| Wsp. na czas      | —    | —    | —    | —    | 30   |
| Wspinaczka łączna | —    | —    | —    | —    | 3    |

### Rock Master
| Konkurencje | 2006 | 2007 | 2009 | 2010 | 2011  | 2014 |
| Prowadzenie | 3    | 12   | 4    | 10   | MŚ 15 | 4    |
| Duel        | —    | —    | —    | —    | 12    | 6    |